# Landkreis Gera
| Basisdaten                                          | Basisdaten                                                         |
| --------------------------------------------------- | ------------------------------------------------------------------ |
| Bestandszeitraum                                    | Landratsamt 1852–1919 Bezirksverband 1919–1922 Landkreis 1922–1952 |
| Verwaltungssitz                                     | Gera                                                               |
| Fläche                                              | 752,80 km² (1939)                                                  |
| Einwohner                                           | 95.301 (1939)                                                      |
| Bevölkerungsdichte                                  | 127 Einw./km² (1939)                                               |
| Gemeinden                                           | 213 (1939)                                                         |
|                                                     |                                                                    |
| Lage des Landkreises Gera in Thüringen im Jahr 1922 |                                                                    |

Der Landkreis Gera war von 1922 bis 1952 ein Landkreis in Thüringen. Der Kreissitz befand sich in der Stadt Gera, die während dieser Zeit kreisfrei blieb. Vor 1922 bestand im Volksstaat Reuß bzw. in Thüringen der Bezirksverband Gera und vor  1919 im Fürstentum Reuß jüngerer Linie das Landratsamt Gera.

## Geschichte
Im Fürstentum Reuß jüngerer Linie wurden 1852 die drei Landratsämter Gera, Schleiz und Ebersdorf eingerichtet. 1871 wurde das Landratsamt Schleiz aufgelöst; dabei kamen die Exklaven Hohenleuben und Triebes neu zum Landratsamt Gera hinzu. Das Landratsamt Gera besaß im Jahre 1910 eine Fläche von 283 km². An seiner Spitze stand ein Landrat. Seit 1866 bestand ein Bezirksausschuss. Dieser bestand aus dem Landrat, einem Vertreter der fürstlichen Kammer, den Bürgermeistern der Städte des Bezirks und 13 gewählten Mitgliedern. Eines dieser Mitglieder wurde von den Besitzern von Grundstücken mit einem Steuerwert von mindestens 500 Einheiten, ein weiteres von denjenigen Bürgern, die mindestens 3000 Mark Einkommensteuer zahlten gewählt. Die anderen Mitglieder wurden durch die Bürgermeister gewählt. Seine Aufgaben waren im Gesetz vom 30. April 1866 geregelt worden.
Am 17. April 1919 schloss sich Reuß jüngerer Linie mit Reuß älterer Linie zum Volksstaat Reuß zusammen. Aus dem Landratsamt Gera wurde der Bezirksverband Gera, allerdings verkleinert um die Gemeinden Göttendorf, Hohenleuben, Langenwetzendorf, Neuärgerniß, Niederböhmersdorf, Pöllwitz, Triebes und Weißendorf, die zum Bezirksverband Greiz kamen.
Nachdem 1920 das neue Land Thüringen gegründet worden war, kam es 1922 zu einer umfassenden Gebietsreform. Die Stadt Gera, in die auch die Gemeinden Ernsee, Frankenthal, Scheubengrobsdorf und Windischenbernsdorf eingemeindet wurden, bildete seitdem einen eigenen Stadtkreis. Der reußische Teil der Gemeinde Seifartsdorf kam zum neuen Landkreis Jena-Roda. Aus den folgenden Bestandteilen wurde ein neuer Landkreis Gera gebildet:
- Das verbleibende Kerngebiet des Bezirksverbands Gera
- Die Gemeinde Hohenölsen aus dem aufgelösten Bezirksverband Greiz (bis 1920 Reuß älterer Linie)
- Der größte Teil des aufgelösten Verwaltungsbezirk Neustadt an der Orla mit den Städten Auma, Münchenbernsdorf, Neustadt an der Orla, Triptis und Weida (bis 1920 Sachsen-Weimar-Eisenach)
- Der südwestliche Teil des aufgelösten Landratsamts Ronneburg mit der Stadt Ronneburg (bis 1920 Sachsen-Altenburg)
- Die altenburgischen Teile der Gemeinden Kraftsdorf und Rüdersdorf sowie die Gemeinde Oberndorf aus dem Landratsamt Roda (bis 1920 Sachsen-Altenburg)

Gera wurde Sitz der Kreisverwaltung. Städte im Landkreis waren Auma, Neustadt an der Orla, Triptis, Weida, Bad Köstritz, Münchenbernsdorf, Langenberg (1933 Stadtrecht, 1950 in Gera eingemeindet) und Ronneburg, dazu kamen (Stand 1939) 205 weitere Gemeinden.
Die Gemeinde Selka wechselte am 1. Januar 1927 aus dem Landkreis Altenburg in den Landkreis Gera, ebenso die Gemeinde Vollmershain am 1. Oktober 1927. Im Rahmen eines  Gebietstauschs mit Sachsen wechselten am 1. April 1928 die sächsischen Teile der Gemeinden Grobsdorf, Hilbersdorf, Lengefeld und Rückersdorf sowie die Gemeinden Liebschwitz, Lietzsch, Loitzsch, Niebra, Pösneck und Taubenpreskeln aus der Amtshauptmannschaft Zwickau in den Landkreis Gera. Am 1. August 1946 kehrte die Gemeinde Selka wieder in den Landkreis Altenburg zurück.
Bei der ersten Kreisreform in der DDR am 1. Juli 1950 wurden die Kreisgrenzen abgeändert:
- Die Stadt Langenberg sowie die Gemeinden Dürrenebersdorf, Kaimberg, Langengrobsdorf, Liebschwitz, Lietzsch, Poris-Lengefeld, Röppisch, Roschütz, Taubenpreskeln, Zeulsdorf und Zschippern schieden aus dem Landkreis aus und wurden in die Stadt Gera eingemeindet.
- Die Gemeinde Wittchendorf wechselte in den Landkreis Greiz.
- Die Gemeinden Reichardtsdorf und St. Gangloff kamen aus dem Landkreis Stadtroda neu zum Landkreis Gera.

Bei der Verwaltungsreform 1952 in der DDR wurde der Landkreis Gera aufgelöst:
- Der Südwesten des Landkreises mit den Städten Neustadt an der Orla und Triptis kam zum Kreis Pößneck im Bezirk Gera.
- Die Gemeinden Beerwalde, Braunichswalde, Drosen, Gauern, Heukewalde, Jonaswalde, Löbichau, Lohma, Nischwitz, Paitzdorf, Posterstein, Reichstädt, Rückersdorf, Selka, Vogelgesang und Vollmershain kamen zum Kreis Schmölln im Bezirk Leipzig.
- Die Gemeinde St. Gangloff kam zum Kreis Stadtroda im Bezirk Gera.
- Die Gemeinden Großpillingsdorf und Mannichswalde kamen zum Kreis Werdau im Bezirk Chemnitz.
- Die Stadt Auma sowie die Gemeinden Forstwolfersdorf und Wiebelsdorf kamen zum Kreis Zeulenroda im Bezirk Gera.
- Das verbleibende Kerngebiet des Landkreises bildete den Kreis Gera-Land im Bezirk Gera.

Heute gehört das ehemalige Kreisgebiet zum größeren Teil zum Landkreis Greiz und zum kleineren Teil zum Saale-Orla-Kreis sowie zum Landkreis Altenburger Land. Das 1952 an den Kreis Werdau gefallene Gebiet liegt heute im sächsischen Landkreis Zwickau.

## Einwohnerentwicklung
1925 hatte der Landkreis 88.345 Einwohner auf 731,89 km² Fläche, 1939 waren es 95.301 auf 752,80 km². Bei der ersten Volkszählung nach Beendigung des Zweiten Weltkrieges zählte der Landkreis 134.623 Einwohner auf 749,59 km², 1950 waren es 113.841 Einwohner.
|           | Landratsamt Gera | Landratsamt Gera | Landkreis Gera | Landkreis Gera | Landkreis Gera | Landkreis Gera | Landkreis Gera |
| Jahr      | 1900             | 1910             | 1925           | 1933           | 1939           | 1946           | 1950           |
| Einwohner | 99.594           | 110.578          | 88.345         | 94.825         | 95.301         | 134.623        | 113.841        |

## Landräte
- 1837–1850 Haubold von Einsiedel
- [1859] Friedrich Robert Kreßner
- 1864–1871 Karl Moritz Semmel
- 1871–1884 Hermann Seifarth
- 1884–1896 Kurt Graesel
- 1896–1902 Heinrich Sturm
- 1902 Paul Ruckdeschel
- 1924–1945 Fritz Jungherr

## Städte und Gemeinden
Im Jahre 1939 umfasste der Landkreis Gera acht Städte und 205 weitere Gemeinden:
- Alsmannsdorf
- Auma, Stadt
- Bad Köstritz, Stadt
- Baldenhain
- Beerwalde
- Beiersdorf
- Bethenhausen
- Birkhausen
- Brahmenau
- Braunichswalde
- Braunsdorf
- Breitenhain
- Burgwitz
- Burkersdorf b. Weida
- Burkersdorf b. Neustadt
- Caaschwitz
- Caasen
- Collis
- Cretzschwitz
- Crimla
- Cronschwitz
- Döblitz
- Dorna
- Dreitzsch
- Drosen
- Dürrenebersdorf
- Endschütz
- Forstwolfersdorf
- Frankenau
- Frießnitz
- Gauern
- Geheege
- Geissen
- Geroda
- Gessen
- Gleina
- Gorlitzsch-Schafpreskeln
- Gräfenbrück
- Grobsdorf
- Grochwitz
- Großaga
- Großbocka
- Großebersdorf
- Großenstein
- Großfalka
- Großpillingsdorf
- Großsaara
- Großstechau
- Grüna
- Gütterlitz
- Hain
- Harpersdorf
- Hartmannsdorf
- Haselbach
- Hasla
- Hermsdorf
- Heukewalde
- Hilbersdorf
- Hirschfeld
- Hohenölsen
- Hundhaupten
- Jonaswalde
- Kaimberg
- Kaltenborn
- Kauern
- Kleina
- Kleinaga
- Kleinbernsdorf
- Kleinbocka
- Kleinfalke
- Kleinsaara
- Kleinstechau
- Köckritz
- Köfeln
- Kopitzsch
- Korbußen
- Kospoda
- Köthnitz
- Kraftsdorf
- Laasen
- Langenberg, Stadt
- Langengrobsdorf
- Lausnitz
- Lederhose
- Lemnitz
- Lessen
- Letzendorf
- Leubsdorf
- Lichtenau
- Lichtenberg
- Liebschwitz
- Lietzsch
- Linda b. Weida
- Linda b. Neustadt
- Lindenkreuz
- Löbichau
- Lohma
- Loitsch
- Mannichswalde
- Markersdorf
- Meilitz
- Mennsdorf
- Miesitz
- Mittelpöllnitz
- Moderwitz
- Molbitz
- Mosen
- Mückern
- Mühlsdorf
- Münchenbernsdorf, Stadt
- Nauendorf
- Naulitz
- Negis
- Neuensorga
- Neundorf
- Neunhofen
- Neustadt an der Orla, Stadt
- Niebra
- Niederndorf
- Niederpöllnitz
- Nischwitz
- Nöbdenitz
- Oberndorf
- Oberpöllnitz
- Oberröppisch
- Otticha
- Ottmannsdorf
- Paitzdorf
- Pfersdorf
- Pillingsdorf
- Pohlen
- Pohlitz
- Pölzig
- Poris-Lengefeld
- Pörsdorf
- Porstendorf
- Pösneck
- Posterstein
- Quaschwitz
- Raitzhain
- Reichenbach
- Reichstädt
- Reust
- Roben
- Rohna
- Ronneburg
- Röpsen
- Roschütz
- Rosendorf
- Rothenbach
- Rückersdorf
- Rüdersdorf
- Rusitz
- Rußdorf
- Sachsenroda
- Schmieritz
- Schmirchau
- Schömberg
- Schöna
- Schönborn
- Schüptitz
- Schwaara
- Schwarzbach
- Seifersdorf
- Seligenstädt
- Selka
- Sirbis
- Söllmnitz
- Stanau
- Steinbrücken b. Neustadt
- Steinbrücken b. Bad Köstritz
- Steinsdorf
- Stolzenberg
- Strößwitz
- Struth
- Taubenpreskeln
- Teichwitz
- Thränitz
- Tischendorf
- Tömmelsdorf
- Töppeln
- Traun
- Trebnitz
- Triptis, Stadt
- Uhlersdorf
- Untendorf
- Unterröppisch
- Untitz
- Veitsberg
- Vogelgesang
- Vollmershain
- Wachholderbaum
- Waltersdorf
- Weida, Stadt
- Weira
- Weißig
- Weltwitz
- Wernsdorf
- Wetzdorf
- Wiebelsdorf
- Wittchendorf
- Wittchenstein
- Wöhlsdorf
- Wolfsgefärth
- Wünschendorf/Elster
- Wüstenwetzdorf
- Zedlitz
- Zeulsdorf
- Zossen
- Zschippach
- Zschippern
- Zschorta
- Zwackau

Die folgenden Gemeinden waren vor 1939 eingemeindet worden:
- Bieblach, 1912 zu Gera
- Birkigt, 1937 zu Niederpöllnitz
- Cuba, 1897 zu Untermhaus
- Debschwitz, 1912 zu Gera
- Ernsee, 1922 zu Gera
- Frankenthal, 1923 zu Gera
- Groitschen, 1937 zu Brahmenau
- Ingramsdorf, 1937 zu Drosen
- Leumnitz, 1919 zu Gera
- Loitzsch, 1939 zu Lichtenberg
- Lusan, 1919 zu Gera
- Milbitz, 1919 zu Gera
- Pforten, 1919 zu Gera
- Rubitz, 1919 zu Gera
- Scheubengrobsdorf, 1923 zu Gera
- Stublach, 1922 zu Langenberg
- Stübnitz, 1922 zu Rüdersdorf
- Thieschitz, 1919 zu Gera
- Tinz, 1919 zu Gera
- Untermhaus, 1919 zu Gera
- Waaswitz, 1922 zu Culm
- Windischenbernsdorf, 1923 zu Gera
- Wüstfalke, 1919 zu Kleinfalke
- Zwötzen, 1919 zu Gera